# Elezioni locali in Corea del Nord del 2003
Le elezioni delle assemblee popolari provinciali, municipali, cittadine, delle contee e dei distretti in Corea del Nord del 2003 si tennero il 3 agosto. 
Furono eletti 26 650 deputati delle assemblee popolari provinciali, municipali, cittadine, delle contee e dei distretti.
L'affluenza fu del 99,9% e i candidati ricevettero un tasso di approvazione del 100%. 
Le elezioni si tennero insieme con le elezioni parlamentari.